# آلساندرو پرتسیوزی
آلساندرو پرتسیوزی (ایتالیایی: Alessandro Preziosi؛ زادهٔ ۱۹ آوریل ۱۹۷۳) بازیگر اهل ایتالیا است. وی از سال ۱۹۹۵ میلادی تاکنون مشغول فعالیت بوده‌است.
از فیلم‌ها یا برنامه‌های تلویزیونی که وی در آن نقش داشته‌است، می‌توان به دیو و دلبر، مزرعه چکاوک‌ها، دردسرسازان، زندگی، مدیچی و گمشده در فلورانس اشاره کرد.